# Villate
Villate är en kommun i departementet Haute-Garonne i regionen Occitanien i södra Frankrike. Kommunen ligger i kantonen Portet-sur-Garonne som tillhör arrondissementet Muret. År 2022 hade Villate 1 187 invånare.

## Befolkningsutveckling
Antalet invånare i kommunen Villate
Referens:INSEE